# Avon Championships of Dallas 1981
Avon Championships of Dallas 1981  — жіночий тенісний турнір, що проходив на закритих кортах з килимовим покриттям Moody Coliseum у Далласі (США) в рамках Світової чемпіонської серії Вірджинії Слімс 1981. Турнір відбувся вдесяте і тривав з 9 березня до 15 березня 1981 року. Перша сіяна Мартіна Навратілова здобула титул в одиночному розряді й отримала за це 33 тис. доларів США.

## Фінальна частина

### Одиночний розряд
Мартіна Навратілова —  Пем Шрайвер 6–2, 6–4
- Для Навратілової це був 4-й титул в одиночному розряді за сезон і 49-й — за кар'єру.

### Парний розряд
Мартіна Навратілова /  Пем Шрайвер —  Кеті Джордан /  Енн Сміт 	7–5, 6–4

## Розподіл призових грошей
| Дисципліна       | П       | F       | 3-тє   | 4-те   | ЧФ     | 1/8    | 1/16   | Prel. round |
| Одиночний розряд | $33,000 | $17,000 | $8,400 | $8,050 | $3,900 | $2,000 | $1,350 | $1,100      |